# Вашакидзе, Михаил Александрович
Михаи́л Алекса́ндрович Вашаки́дзе (груз. მიხეილ ალექსანდრეს ძე ვაშაკიძე; 1909—1956) — советский и грузинский астроном.

## Биография
Родился в селе Диди-Джихаиши (Грузия), в 1932 окончил Тбилисский государственный университет. С 1936 работал в Абастуманской астрофизической обсерватории. Преподавал астрономию в Тбилисском университете (с 1954 — профессор).
Основные научные работы посвящены изучению звезд, межзвездной среды и галактик фотометрическими и поляриметрическими методами. Разработал эффективный метод для изучения пространственной плотности звезд, известный как метод Вашакидзе-Оорта (1937). Исследовал в 1940-х — 1950-х годах галактическое поглощение света путём непосредственного определения показателей цвета нескольких сотен галактик; установил зависимость показателя цвета от типа галактики. Составил каталоги показателей цвета галактик. Выполнил исследование поляризационных свойств солнечной короны по материалам, полученным им во время нескольких полных солнечных затмений. Предпринял попытку (1953—1955) обнаружить поляризацию света галактик. На основе фотографических наблюдений независимо от Домбровского В. А. открыл поляризацию излучения Крабовидной туманности (1954). Первым подчеркнул, что степень поляризации отдельных деталей туманности настолько велика, что её изображения при разных ориентациях поляроидов имеют различный вид. Разработал простой метод оценки температуры и плотности оболочек новых звезд на стадии появления запрещенных линий в их спектрах.
В его честь назван кратер на Луне.